# 開泰縣
開泰縣，貴州省旧县名。
清朝雍正五年（1727年）置，為黎平府府治，治所即今貴州省黎平縣。民國二年（1913年）廢府改置黎平縣，移開泰縣至錦屏鄉治地銅鼓，並升錦屏鄉為錦屏分縣，仍隸開泰縣。3年（1914年）1月，廢開泰縣。